# Cova d'Ankazoabo
La Cova d'Ankazoabo és una gruta situada a 15 km al nord d'Itampolo. A les coordenades 24º 34'S, 43º 55'E. Entre els fòssils i sub-fòssils que s'hi han trobat destaquen la fossa Cryptoprocta spelea i els lemurs Mesopropithecus globiceps i Paleopropithecus ingens